# Lettonie aux Jeux olympiques d'été de 2016
La Lettonie participe aux Jeux olympiques d'été de 2016 à Rio de Janeiro au Brésil du 5 au 21 août 2016. Il s'agit de sa 11e participation à des Jeux olympiques d'été.

## Athlétisme
Hommes
Courses
| Athlète              | Épreuve      | Séries | Séries | Demi-finales | Demi-finales | Finale          | Finale |
| Athlète              | Épreuve      | Temps  | Rang   | Temps        | Rang         | Temps           | Rang   |
| -------------------- | ------------ | ------ | ------ | ------------ | ------------ | --------------- | ------ |
| Valērijs Žolnerovičs | Marathon     | NC     | NC     | NC           | NC           | DNS             | DNS    |
| Arnis Rumbenieks     | 50 km marche | NC     | NC     | NC           | NC           | 4 h 08 min 28 s | 37e    |

Concours
| Athlète             | Épreuve           | Qualifications | Qualifications | Finale       | Finale |
| Athlète             | Épreuve           | Performances   | Rang           | Performances | Rang   |
| ------------------- | ----------------- | -------------- | -------------- | ------------ | ------ |
| Mareks Ārents       | Saut à la perche  | 5,45 m         | =16e           | DNA          | DNA    |
| Pauls Pujāts        | Saut à la perche  | 5,60 m         | =10e (q)       | NM           | —      |
| Zigismunds Sirmais  | Lancer du javelot | 80,65 m        | 14e            | DNA          | DNA    |
| Rolands Štrobinders | Lancer du javelot | 77,73 m        | 28e            | DNA          | DNA    |

Femmes
Courses
| Athlète               | Épreuve      | Séries  | Séries | Demi-finales | Demi-finales | Finale          | Finale |
| Athlète               | Épreuve      | Temps   | Rang   | Temps        | Rang         | Temps           | Rang   |
| --------------------- | ------------ | ------- | ------ | ------------ | ------------ | --------------- | ------ |
| Gunta Latiševa-Čudare | 400 m        | 53 s 08 | 7      | DNA          | DNA          | DNA             | DNA    |
| Ariana Hilborn        | Marathon     | NC      | NC     | NC           | NC           | 2 h 50 min 51 s | 106e   |
| Ilona Marhele         | Marathon     | NC      | NC     | NC           | NC           | 2 h 41 min 02 s | 61e    |
| Jeļena Prokopčuka     | Marathon     | NC      | NC     | NC           | NC           | 2 h 29 min 32 s | 12e    |
| Agnese Pastare        | 20 km marche | NC      | NC     | NC           | NC           | 1 h 40 min 15   | 53e    |

Concours
| Athlète              | Épreuve           | Qualifications | Qualifications | Finale       | Finale |
| Athlète              | Épreuve           | Performances   | Rang           | Performances | Rang   |
| -------------------- | ----------------- | -------------- | -------------- | ------------ | ------ |
| Līna Mūze            | Lancer du javelot | DNS            | —              | DNA          | DNA    |
| Sinta Ozoliņa-Kovala | Lancer du javelot | 60,92 m        | 14e            | DNA          | DNA    |
| Madara Palameika     | Lancer du javelot | 63,03 m        | 8 (Q)          | 60,14 m      | 10e    |

Combinés – Heptathlon
| Athlète                  | Épreuve  | 100 H   | SH     | LP      | 200 m   | SL     | LJ      | 800 m         | Total | Rang |
| ------------------------ | -------- | ------- | ------ | ------- | ------- | ------ | ------- | ------------- | ----- | ---- |
| Laura Ikauniece-Admidiņa | Résultat | 13 s 33 | 1,77 m | 13,52 m | 23 s 76 | 6,12 m | 55,93 m | 2 min 09 s 43 | 6617  | 4e   |
| Laura Ikauniece-Admidiņa | Points   | 1075    | 941    | 762     | 1004    | 887    | 975     | 973           | 6617  | 4e   |

## Canoë-kayak
| Athlète             | Épreuve   | Séries         | Séries | Demi-finales   | Demi-finales | Finale         | Finale |
| Athlète             | Épreuve   | Temps          | Rang   | Temps          | Rang         | Temps          | Rang   |
| ------------------- | --------- | -------------- | ------ | -------------- | ------------ | -------------- | ------ |
| Dagnis Iļjins       | C1 200 m  | 45 s 125       | 5 (Q)  | 45 s 082       | 7            | DNA            | DNA    |
| Dagnis Iļjins       | C1 1000 m | 4 min 11 s 766 | 4 (Q)  | 4 min 20 s 181 | 6 (FB)       | 4 min 10 s 084 | 13e    |
| Aleksejs Rumjancevs | K1 200 m  | 35 s 175       | 4 (Q)  | 34 s 722       | 4 (FA)       | 35 s 891       | 5e     |

## Cyclisme

### Cyclisme sur route
| Athlète             | Compétition            | Temps           | Rang |
| ------------------- | ---------------------- | --------------- | ---- |
| Aleksejs Saramotins | Course en ligne hommes | 6 h 30 min 05 s | 46e  |
| Toms Skujins        | Course en ligne hommes | 6 h 30 min 05 s | 55e  |

### BMX
| Athlète          | Compétition | Qualifications | Qualifications | Quarts de finale | Quarts de finale | Demi-finales | Demi-finales | Finale   | Finale |
| Athlète          | Compétition | Résultat       | Rang           | Points           | Rang             | Points       | Rang         | Résultat | Rang   |
| ---------------- | ----------- | -------------- | -------------- | ---------------- | ---------------- | ------------ | ------------ | -------- | ------ |
| Māris Štrombergs | BMX hommes  | 34 s 853       | 7              | 14               | 5                | DNA          | DNA          | DNA      | DNA    |
| Edžus Treimanis  | BMX hommes  | DNF            | —              | 15               | 5                | DNA          | DNA          | DNA      | DNA    |

## Haltérophilie
| Athlète          | Compétition            | Arraché  | Arraché | Épaulé-jeté | Épaulé-jeté | Total | Rang |
| Athlète          | Compétition            | Résultat | Rang    | Résultat    | Rang        | Total | Rang |
| ---------------- | ---------------------- | -------- | ------- | ----------- | ----------- | ----- | ---- |
| Artūrs Plēsnieks | Moins de 105 kg hommes | 181      | 8       | 218         | 9           | 399   | 8e   |
| Rebeka Koha      | Moins de 53 kg femmes  | 90       | 3       | 107         | 4           | 197   | 4e   |

## Judo
| Athlète             | Compétition     | 1er tour            | 2e tour               | 3e tour             | Quart de finale     | Demi-finale         | Repêchage 1         | Repêchage 2         | Finale              | Rang |
| Athlète             | Compétition     | Adversaire Résultat | Adversaire Résultat   | Adversaire Résultat | Adversaire Résultat | Adversaire Résultat | Adversaire Résultat | Adversaire Résultat | Adversaire Résultat | Rang |
| ------------------- | --------------- | ------------------- | --------------------- | ------------------- | ------------------- | ------------------- | ------------------- | ------------------- | ------------------- | ---- |
| Jevgeņijs Borodavko | Moins de 100 kg | Exempté             | Haga (JPN) 000 - 100  | DNA                 | DNA                 | DNA                 | DNA                 | DNA                 | DNA                 | DNA  |
| Artūrs Ņikiforenko  | Plus de 100 kg  | NC                  | Kokauri (AZE) 000-111 | DNA                 | DNA                 | DNA                 | DNA                 | DNA                 | DNA                 | DNA  |

## Lutte
| Athlète               | Compétition    | Qualification       | Huitièmes de finale | Quarts de finale    | Demi-finales        | Repêchage 1         | Repêchage 2         | Finale              | Finale |
| Athlète               | Compétition    | Adversaire Résultat | Adversaire Résultat | Adversaire Résultat | Adversaire Résultat | Adversaire Résultat | Adversaire Résultat | Adversaire Résultat | Rang   |
| --------------------- | -------------- | ------------------- | ------------------- | ------------------- | ------------------- | ------------------- | ------------------- | ------------------- | ------ |
| Lutte libre           |                |                     |                     |                     |                     |                     |                     |                     |        |
| Anastasija Grigorjeva | Moins de 63 kg | Exemptée            | Riabi (TUN) 4-0     | Kawai (JPN) 1-3     | DNA                 | Exemptée            | Michalik (POL) 1-3  | DNA                 | 7e     |

## Natation
| Athlète        | Épreuve              | Séries        | Séries | Demi-finales | Demi-finales | Finale | Finale |
| Athlète        | Épreuve              | Temps         | Rang   | Temps        | Rang         | Temps  | Rang   |
| -------------- | -------------------- | ------------- | ------ | ------------ | ------------ | ------ | ------ |
| Uvis Kalniņš   | 200 m 4 nages hommes | 2 min 02 s 34 | 24e    | DNA          | DNA          | DNA    | DNA    |
| Aļona Ribakova | 200 m brasse femmes  | 2 min 30 s 82 | 27e    | DNA          | DNA          | DNA    | DNA    |

## Pentathlon Moderne
| Athlète             | Épreuve | Escrime     | Escrime   | Escrime | Natation      | Natation | Équitation | Équitation | Combiné        | Combiné | Total | Rang |
| Athlète             | Épreuve | Poule (V-D) | Bonus (V) | Points  | Temps         | Points   | Pénalités  | Points     | Temps          | Points  | Total | Rang |
| ------------------- | ------- | ----------- | --------- | ------- | ------------- | -------- | ---------- | ---------- | -------------- | ------- | ----- | ---- |
| Ruslans Nakoņečnijs | Hommes  | 13 - 22     | 2         | 180     | 2 min 03 s 83 | 329      | 28         | 272        | 11 min 35 s 70 | 605     | 1386  | 28e  |

## Tennis
| Athlète          | Compétition  | 1er tour                   | 2e tour             | 3e tour             | Quart de finale     | Demi-finale         | Finale              | Rang |
| Athlète          | Compétition  | Adversaire Résultat        | Adversaire Résultat | Adversaire Résultat | Adversaire Résultat | Adversaire Résultat | Adversaire Résultat | Rang |
| ---------------- | ------------ | -------------------------- | ------------------- | ------------------- | ------------------- | ------------------- | ------------------- | ---- |
| Jeļena Ostapenko | Simple dames | Stosur (AUS) 6-1, 3-6, 2-6 | DNA                 | DNA                 | DNA                 | DNA                 | DNA                 | DNA  |

## Tir
| Athlète          | Épreuve      | Qualifications | Qualifications | Demi-finales | Demi-finales | Finale | Finale |
| Athlète          | Épreuve      | Score          | Rang           | Score        | Rang         | Score  | Rang   |
| ---------------- | ------------ | -------------- | -------------- | ------------ | ------------ | ------ | ------ |
| Dainis Upelnieks | Skeet hommes | 119            | 14e            | DNA          | DNA          | DNA    | DNA    |

## Voile
| Athlète        | Compétition | Régate 1 | Régate 2 | Régate 3 | Régate 4 | Régate 5 | Régate 6 | Régate 7 | Régate 8 | Régate 9 | Régate 10 | Régate 11 | Régate 12 | Total net | Total net | Medal Race | Total | Rang |
| Athlète        | Compétition | Score    | Score    | Score    | Score    | Score    | Score    | Score    | Score    | Score    | Score     | Score     | Score     | Score     | Rang      | Score      | Total | Rang |
| -------------- | ----------- | -------- | -------- | -------- | -------- | -------- | -------- | -------- | -------- | -------- | --------- | --------- | --------- | --------- | --------- | ---------- | ----- | ---- |
| Ketija Birzule | RS:X        | 24       | 24       | DNF      | 21       | 24       | 26       | DNF      | 25       | 23       | 18        | 21        | 23        | 256       | 24        | DNA        | 256   | 24e  |

## Volley-ball
| Athlète                            | Compétition      | Poule | Quart de finale     | Demi-finale         | Repêchage 1         | Repêchage 2         | Finale              | Rang |
| Athlète                            | Compétition      | Adversaires Résultats | Adversaire Résultat | Adversaire Résultat | Adversaire Résultat | Adversaire Résultat | Adversaire Résultat | Rang |
| ---------------------------------- | ---------------- | --- | ------------------- | ------------------- | ------------------- | ------------------- | ------------------- | ---- |
| Aleksandrs Samoilovs Jānis Šmēdiņš | Tournoi masculin | Saxton - Schalk 2-1 (21-17, 18-21, 15-13) Díaz - González 1-2 (21-23, 21-19, 9-15) Oliveira - Solberg 1-2 (16-21, 22-20, 7-15) | DNA                 | DNA                 | DNA                 | DNA                 | DNA                 | =19e |